# Henning Flodin
Gustaf Henning Flodin, född 15 februari 1871 i Västerhaninge socken, död 5 mars 1940 i Stockholm, var en svensk metallurg.
Flodin var son till befallningsmannen vid Nödesta Johan Petersson och Fredrika Charlotta Flodin. Han var extra elev vid fackavdelningen för bergsvetenskap Kungliga Tekniska högskolan och anställdes därefter i Gustaf de Lavals företag 1895–1909, först som kemist i samband med zinkframställning i Trollhättan och Sarpsborg och sedan 1904–1908 som teknisk direktör i Société anonyme métallurgique procédé de Laval i Stockholm. 1901–1915 var han teknisk ledare för Trondhjems Zinkverk. 1916 var han anställd hos Knut Tillberg, men verkade därefter som självständig konsult vid olika företag.
1906 tog Flodin ut sig första egna patent för bränning av kolelektroder. Det följdes snart av en mängd andra, av vilka dock inga fick någon större betydelse. Tillsammans med Emanuel Nobel arbetade han dock i början av 1920-talet med reduktionsmetoder för utvinning av malmer. 1923 överlät sina patent för framställning av lågkolhaltigt stål och andra metallegeringar på Gustaf Cornelius som var ägare av Ramnäs bruk och delägare i Garpenbergs gruvor och innehavare av Metallurgiska Patentaktiebolaget. För exploatering av uppfinningarna skapades AB Flodinjern. 1924 gjordes försök med metoden vid Hagfors järnverk och 1925–1926 uppfördes en Flodinanläggning där. Även vid Forsbacka bruk gjordes försök med metoden och vid Långshyttan uppfördes 1928 en mindre anläggning. Man konstaterade dock problem med metoden och flera experter uttalade sig kritiskt om dess utvecklingsmöjligheter, och 1929 avbröt Hagfors sina försök och Långshyttan avvecklade sin anläggning 1930.